# High Rock (kulle i Antarktis)
High Rock är en kulle i Antarktis. Den ligger i Östantarktis. Australien gör anspråk på området. Toppen på High Rock är 4 meter över havet.
Terrängen runt High Rock är huvudsakligen platt.  Trakten är obefolkad. Det finns inga samhällen i närheten.